# Craniotomia
Una craniotomia és una operació quirúrgica en la qual s'extreu temporalment un penjoll ossi del crani per accedir a l'encèfal. Les craniotomies solen ser operacions crítiques que es realitzen en pacients que pateixen lesions cerebrals, com ara tumors, coàguls de sang, extirpació de cossos estranys com bales o per traumatisme cranioencefàlic (TCE), i poden també permeten als metges implantar quirúrgicament dispositius, com ara estimuladors cerebrals profunds per al tractament de la malaltia de Parkinson, l'epilèpsia i el tremolor cerebel·lar. El procediment també s'utilitza en la cirurgia d'epilèpsia per eliminar les parts del cervell que estan causant l'epilèpsia.
La craniotomia es distingeix de la craniectomia (en la qual el penjoll del crani no es substitueix immediatament, permetent que el cervell s'infla, reduint així la pressió intracranial) i de la trepanació, la creació d'un forat a través del crani fins a la duramàter.